# Erich Bracht

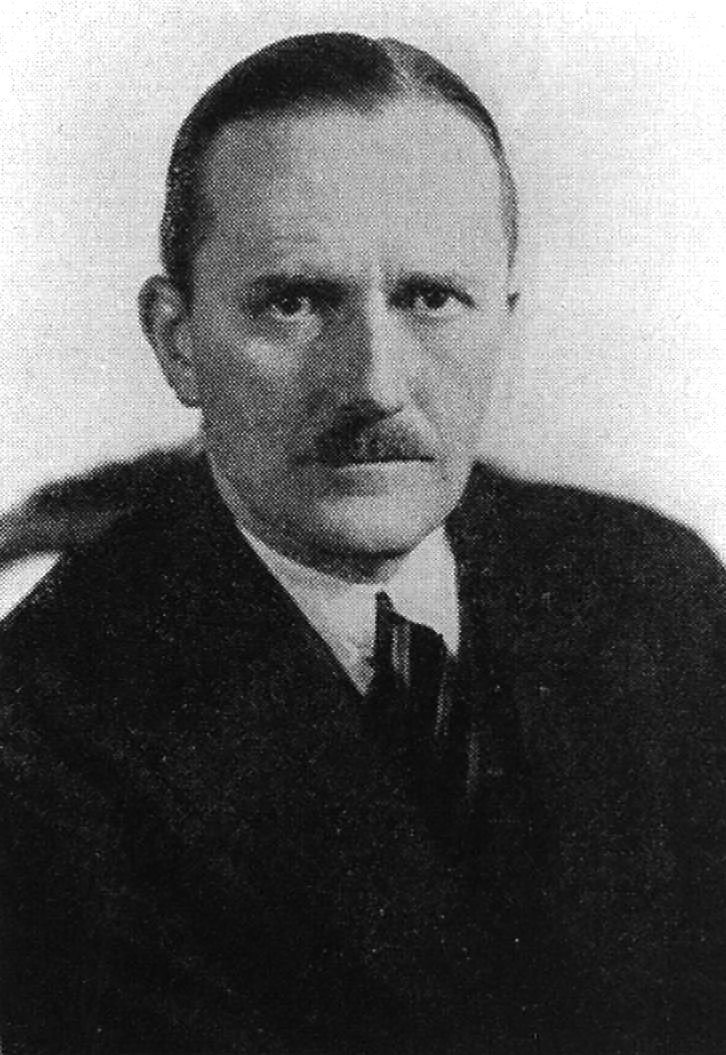
Erich Franz Bracht (1882–1969)

Erich Franz Eugen Bracht (* 5. Juli 1882 in Berlin; † 5. Mai 1969) war ein deutscher Pathologe und Gynäkologe.
Nach dem Erwerb seines Doktortitels war er für mehrere Jahre ein Assistent des Pathologen Ludwig Aschoff (1866–1942) in Freiburg, bevor er sein Interesse zur Geburtshilfe und Gynäkologie entdeckte. Als Gynäkologe arbeitete er in Heidelberg, später in Kiel unter Hermann Johannes Pfannenstiel (1862–1909), und schließlich in Berlin. Dort war er Professor an der Humboldt-Universität zu Berlin und Direktor der Frauenklinik der Charité. Nach dem Zweiten Weltkrieg war er während der amerikanischen Besatzung als beratender Arzt in Frauenheilkunde und Geburtshilfe in Berlin tätig.
Während seiner Zeit als Pathologe in Freiburg trug Bracht maßgeblich zur Erforschung der rheumatischen Myokarditis bei. Bei seinen Untersuchungen dieser Erkrankung beschrieb er die nach ihm benannten Bracht-Wachter Körperchen, bei denen es sich um perivaskuläre Microabszesse im Herzmuskel handelt die während einer akuten bakteriellen Endokarditis zu finden sind.
Bracht ist außerdem für den Bracht-Handgriff bekannt. Der Handgriff nach Bracht ist eine Geburtshilfe-Technik um Geburten aus der Beckenendlage zu erleichtern.

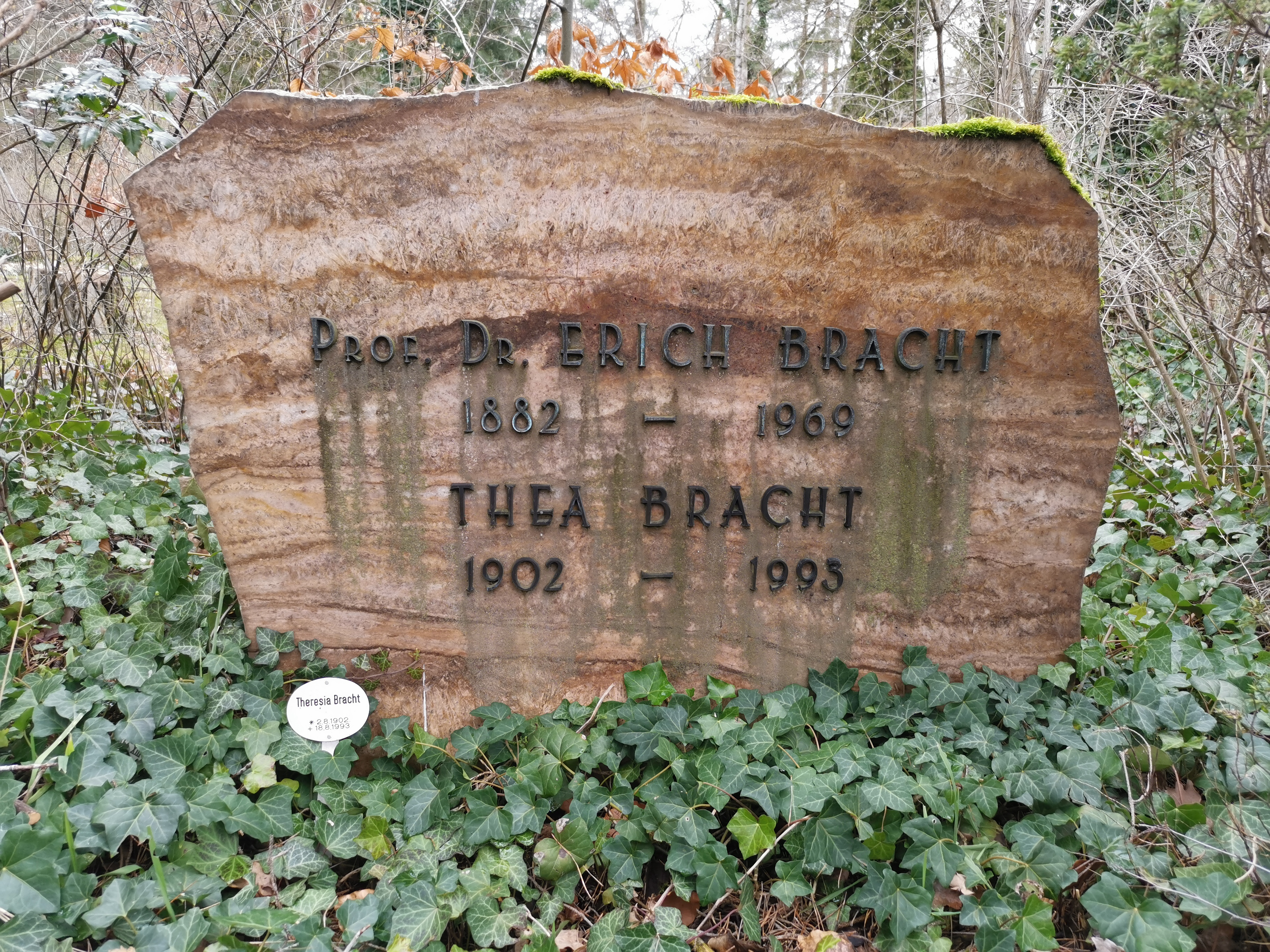
Grabstelle auf dem Waldfriedhof Zehlendorf, Feld 11

1957 wurde Bracht das Bundesverdienstkreuz 1. Klasse verliehen. Er starb 1969 im Alter von 86 Jahren. Sein Grab befindet sich auf dem Waldfriedhof Zehlendorf in Berlin.